# Ipolybalog
Ipolybalog (szlovákul: Balog nad Ipľom) község Szlovákiában, a Besztercebányai kerületben, a Nagykürtösi járásban.

## Fekvése
Nagykürtöstől 31 km-re délnyugatra, az Ipoly jobb partján terül el.

## Története
A község területe már a kőkorszakban is lakott volt. Megtalálták itt a bükki, a zselízi, a lengyeli kultúra tárgyi emlékeit és a pilinyi kultúrához tartozó urnamezőt is feltártak.
Hont vármegye monográfiája szerint a falu temploma már 1100-ban is a mai helyén állt. A községet 1232-ben említi először oklevél Bolug alakban, amikor a falut a zólyomi uradalomhoz csatolták. 1332-ben a pápai tizedjegyzékben Belek alakban jegyezték fel, ekkor említik Szent Miklós tiszteletére szentelt templomát is. A községet 1375-ben Nagy Lajos király oklevelében is megjelölték, amikor az Oszláry család (a Baloghy nemzetség őse) királyi adományként kapta a birtokot. A Baloghyak egészen a 19. századig a község földesurai voltak.
1715-ben 8 jobbágyot és 3 zsellért írtak össze a faluban. Az 1769. évi urbárium 31 jobbágyot és 10 házas zsellért említ a településen. A község földesurai a Koháry, Sipos, Szilassy, Baloghy, Pongrácz és Bolgár családok voltak. A Baloghyak birtoka később Huszár Aladárhoz került, aki szép klasszicista kúriát is építtetett a faluban.
Vályi András szerint „Alsó, és Felső Balog. Elegyes lakosú faluk Hont Vármegyében, birtokosai több Uraságok, lakosai katolikusok, fekszenek Dobótzhoz nem meszsze, mellynek filiáji Ipoly vize mellett, Hont Városától másfél mértföldnyire. Határjai bővek, legelőjök elég, szőlő hegyek termő, de mivel fájok nintsen, második Osztálybéliek.”
1828-ban 69 házában 579 lakos élt, akik mezőgazdasággal, állattartással foglalkoztak. A 19. században a faluban sörfőzde is működött.
Fényes Elek szerint „Balogh, (Ipoly-), magyar falu, Hont vármegyében, az Ipoly jobb partján: 513 kath., 22 evang. lak. Földjei első osztálybéliek, és szép gabonát, dohányt, kukoriczát, s főzelék növényeket teremnek. Egy kis szőlőhegye s téres legelője van. Sok és szép szarvasmarhát tenyészt az Ipoly mentiben. F. u. a Baloghi nemzetség. Ut. p. Ipolyság.”
A trianoni békediktátumig Hont vármegye Ipolynyéki járásához tartozott. 1938 és 1944 között – az I. bécsi döntés következtében – ismét magyar fennhatóság alá került.

## Népessége
| Év:            | 1994. | 2004.   | 2014.   | 2024.   |
| -------------- | ----- | ------- | ------- | ------- |
| Emberek száma: | 835   | 826     | 833     | 774     |
| Eltérés:       |       | -1,07 % | +0,84 % | -7,08 % |

| Év:            | 2023. | 2024.   |
| -------------- | ----- | ------- |
| Emberek száma: | 763   | 774     |
| Eltérés:       |       | +1,44 % |

1910-ben 642, túlnyomórészt magyar anyanyelvű lakosa volt.
2001-ben 811 lakosából 713 magyar és 90 szlovák volt.
2011-ben 846 lakosából 717 magyar és 113 szlovák volt.
2021-ben 781 lakosából 643 magyar (82,33%), 113 szlovák, 6 cseh, 4 orosz, 1 cigány, 1 német, 1 bolgár, 2 egyéb, 10 ismeretlen nemzetiségű volt.

## Itt született
- 1843-ban Baloghy Dezső történész, nyelvész, levéltáros szakíró
- 1883-ban Huszár Elemér politikus
- 1885-ben Huszár Aladár főispán, Budapest főpolgármestere
- 1938-ban Pásztor Béla politikus, Veresegyház polgármestere

## Nevezetességei

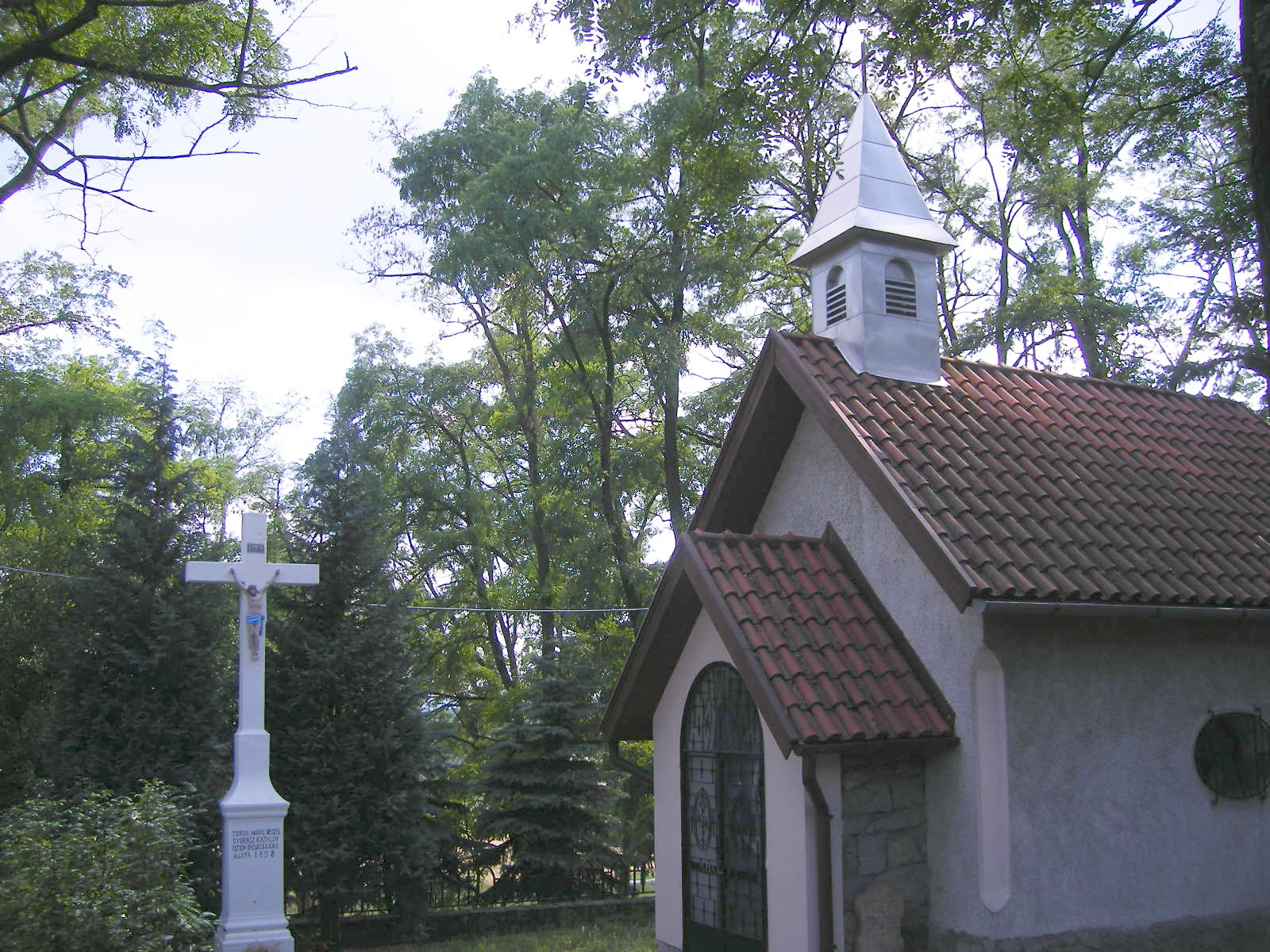
Az ipolybalogi kápolna

- A falu Szent Miklós püspök tiszteletére szentelt, római katolikus temploma a 13. században épült, a 18. században barokkizálták. A templomot 16. századi lőréses védőfal övezi. A templom restaurálásakor bukkantak rá eredeti gótikus freskóira, amelyek feltárása akkor pénz hiányában elmaradt. Tornyát a magyar korona másolata díszíti arra emlékeztetve, hogy a hagyomány szerint a Szent Koronát a Károly Róbert és IV. Vencel cseh király közti trónviszály idején egy éjszakán át itt őrizték. Az esemény emlékére 2005. augusztus 14-én a templomban elhelyezték a Szent Korona másolatát.
- A falu kápolnája a 18. században épült.
- Favázas haranglába a 18. században épült.
- A Szent Rókus-szobor 1810-ben készült.
- A temetőben a két világháború halottainak emlékműve Nagy János szobrászművész Sírbatétel című alkotása.
- A falu gazdag népi hagyományokkal rendelkezik.
- Millecentenáriumi emlékmű a temetőkertben. A gazdagon díszített, 2,5 m magas kopjafát 1996 augusztusában szentelték fel.

## Kulturális élet
- Szent Korona Kórus

## A településen gyűjtött népdalok
| Cím                              | Gyűjtő        | Év   |
| -------------------------------- | ------------- | ---- |
| Széles a Balaton vize            | Molnár Antal  | 1912 |
| Tisza partján mandulafa virágzik | Lajtha László | 1913 |
| Falu végén egy kis ház           | Lajtha László | 1913 |

## Képtár

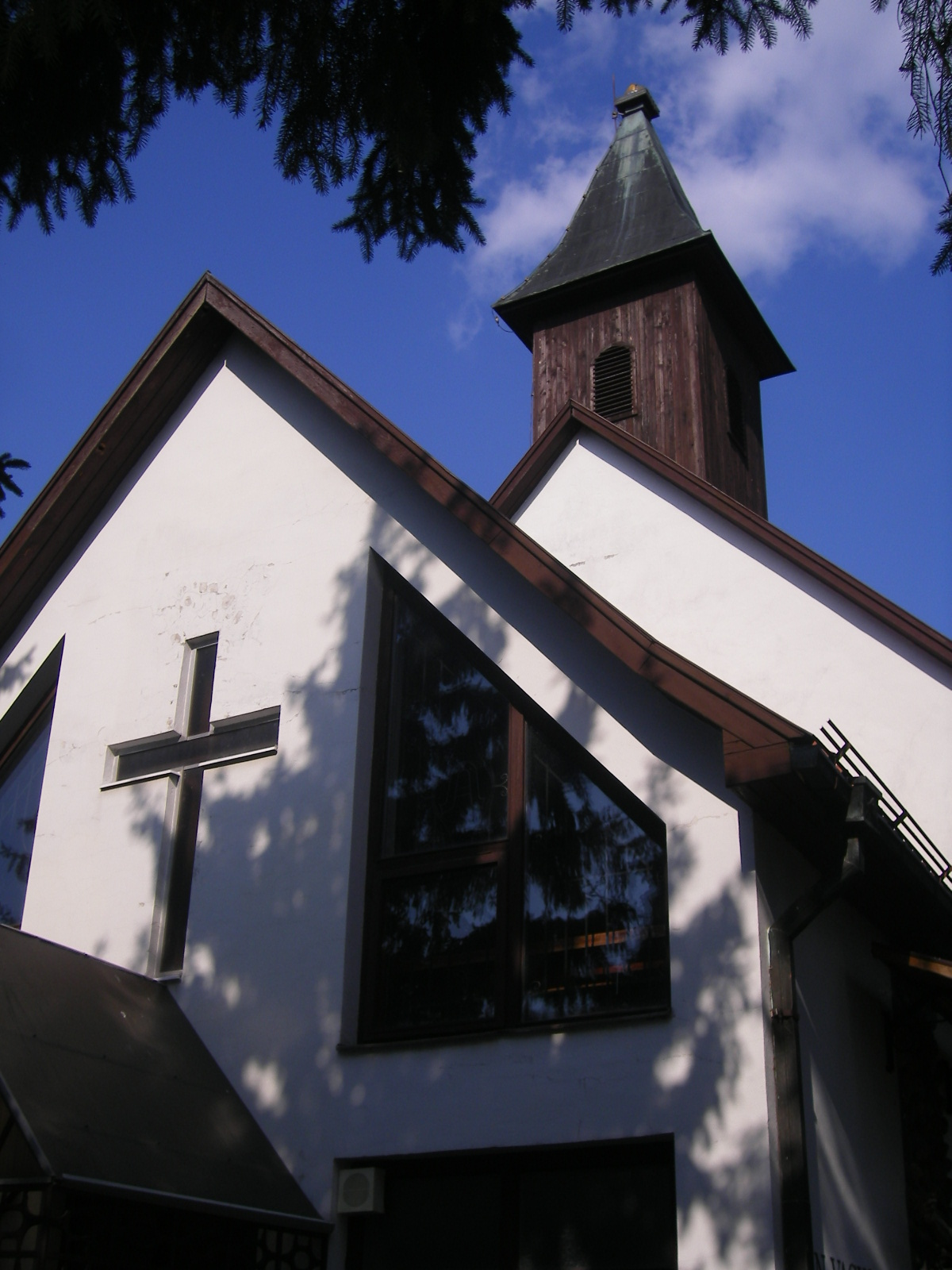
A Szent Miklós-templom
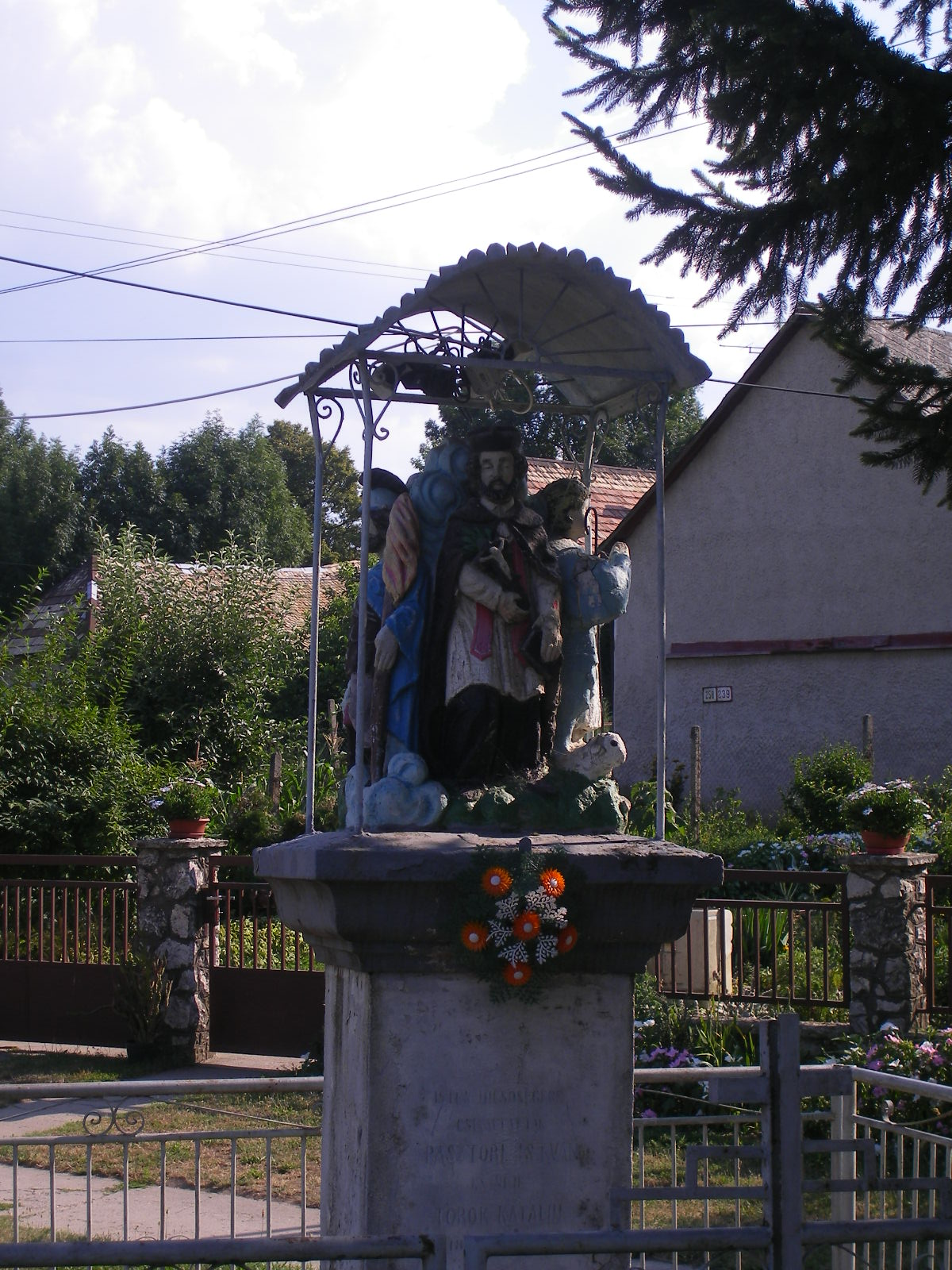
Szent Flórián, Nepomuki Szent János és Szent Vendel szobra (ún. „Szentháromság”)
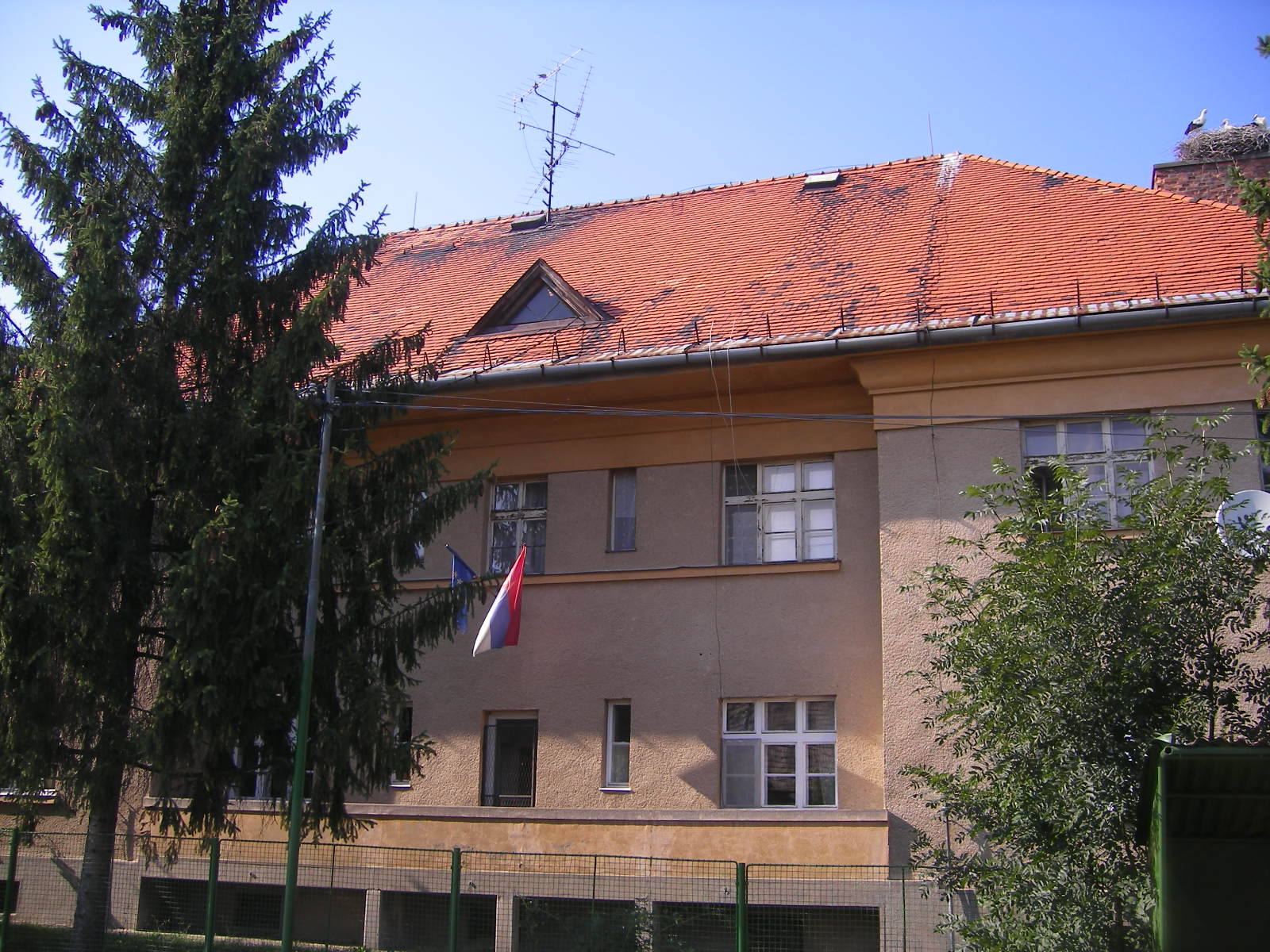
A községi hivatal
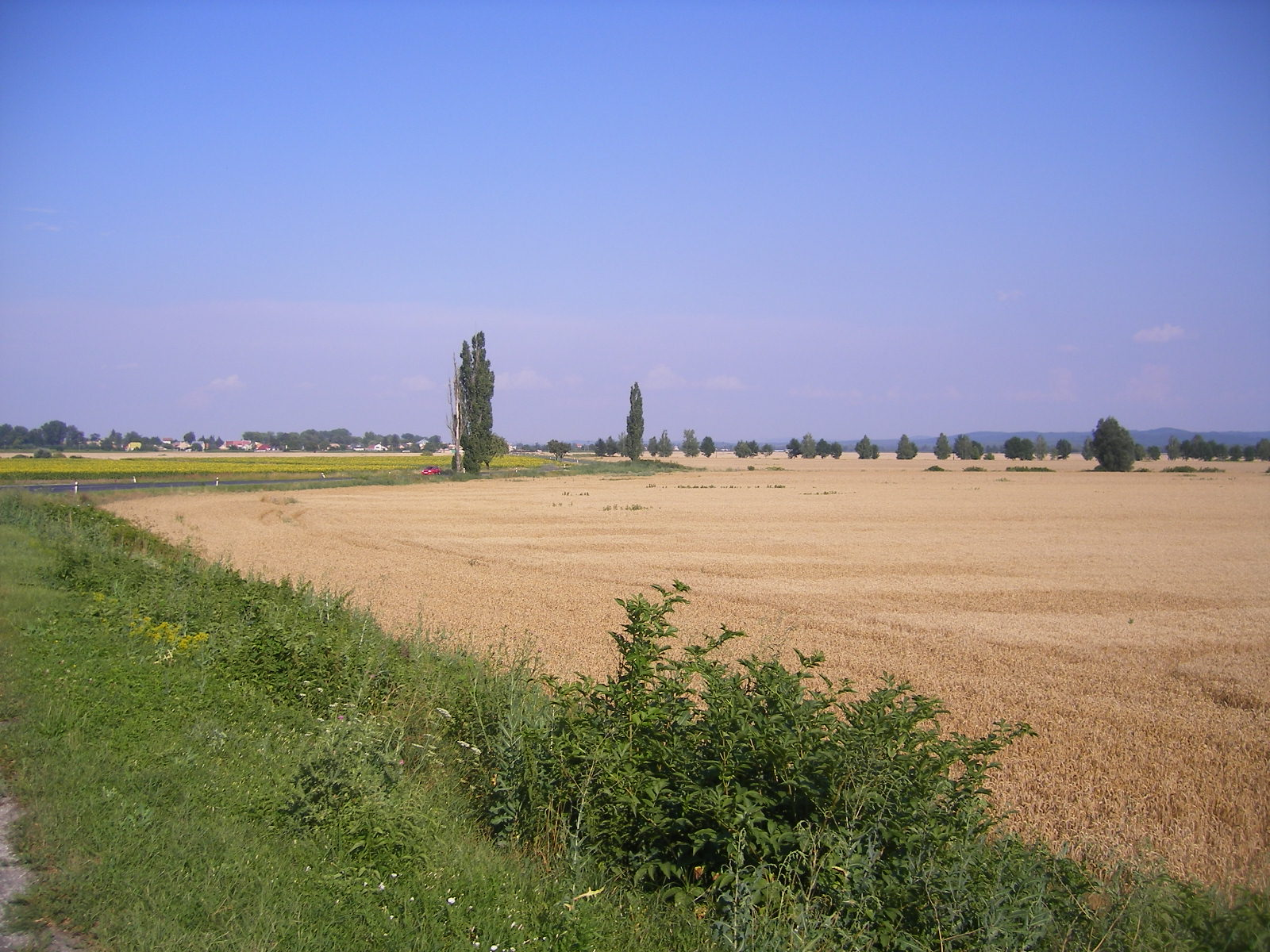
Tájkép a község keleti részén